# Moroto
Moroto este un oraș în Uganda. Este reședința districtului Moroto.